# История Висконсина

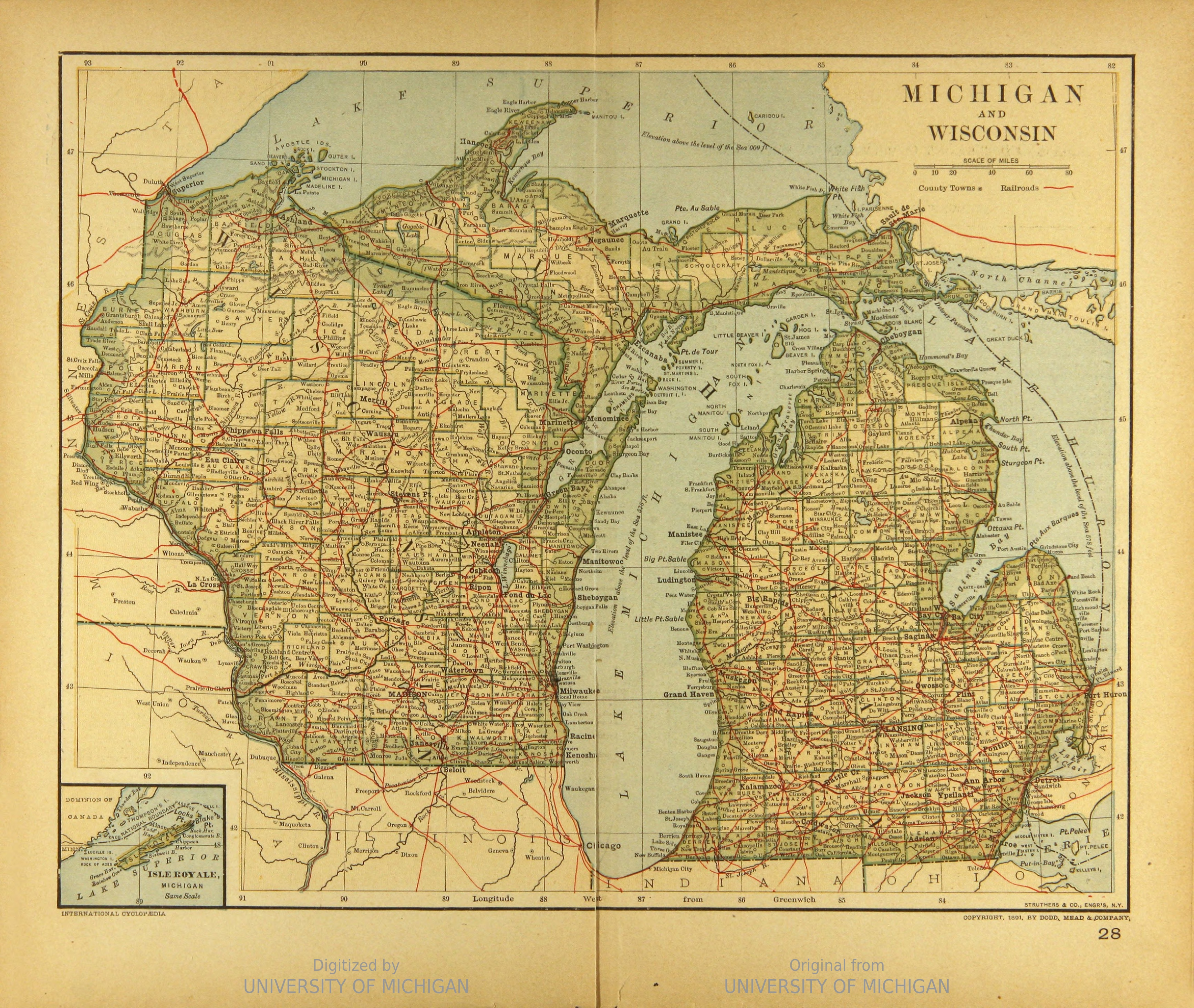
Мичиган и Висконсин (слева) на карте 1894 года

История штата Висконсин начинается с эпохи заселения территории штата человеком в эпоху палеоиндейцев около 10000 лет до нашей эры. Человек первое время охотился на мегафауну, затем перешёл на более мелких животных, а в Вудлендский период стал питаться в основном растительной пищей. В этот период сложилась Хоупвеллская культура, которую сменила Миссисипская культура. Французские исследователи открыли эту землю в 1634 году, но только в 1685 году был построен первый форт. Британия захватила Висконсин в 1763 году, а в 1774 году присоединила его к провинции Квебек. В 1783 году он был передан США по условиям Парижского мира и стал частью Северо-западной территории. Британская армия заходила сюда ненадолго в 1812 году, а в 1832 году здесь прошло несколько сражений Войны Чёрного ястреба. После войн Висконсин стал интенсивнее заселяться и в 1836 году образовалась Территория Висконсин. В 1848 году была создана первая конституция Висконсина, а 29 мая того же года он был принят в Союз в качестве 30-го штата.